# Алден (Нідерланди)
Алден (нід. Aalden) — село в нідерландській провінції Дренте. Входить до муніципалітету Куворден.
Його площа становить 1,08 км², а населення станом на 2021 рік складало 1 635 осіб.
Перша згадка про населений пункт датується 1332 роком.

## Галерея

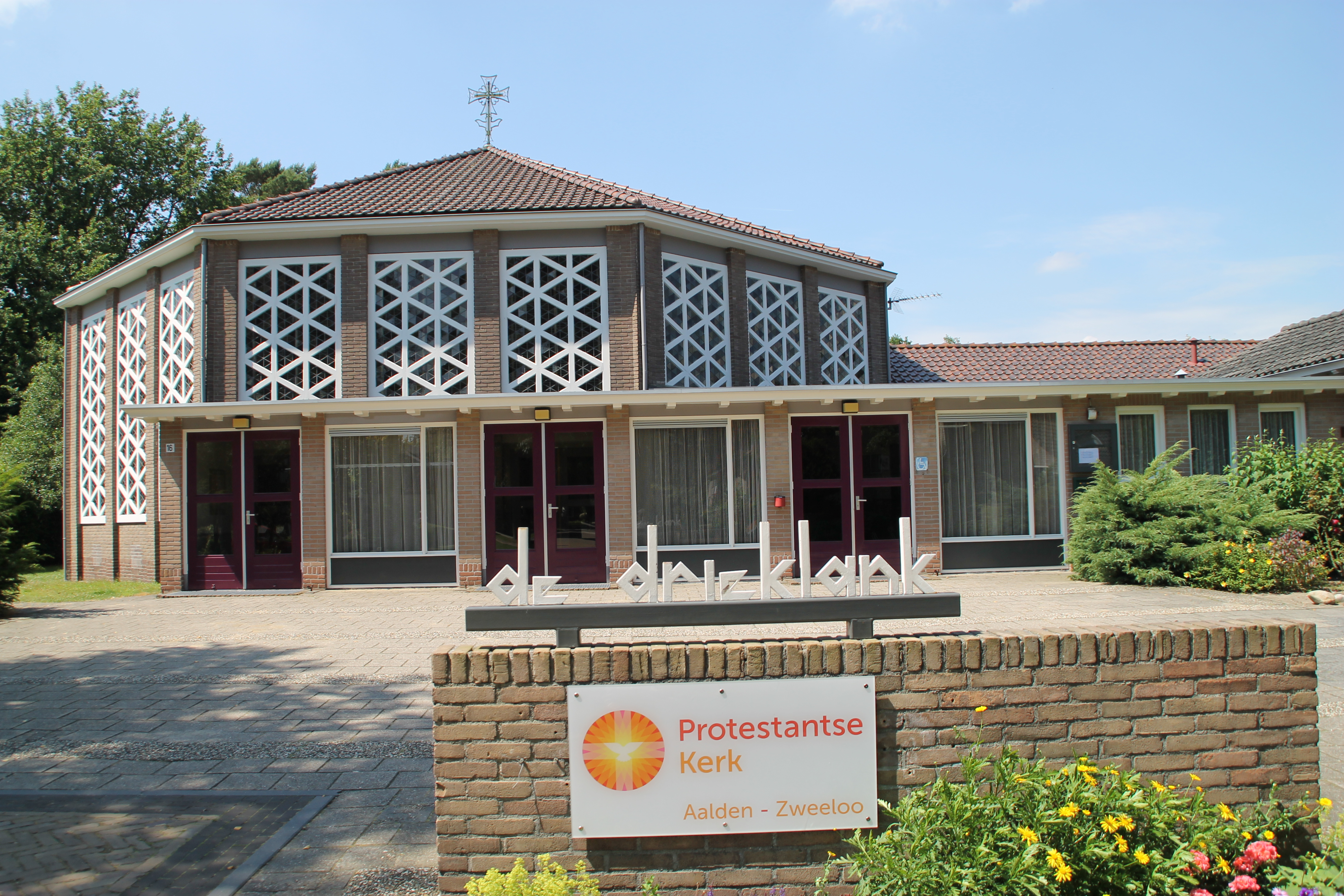
Протестантська церква
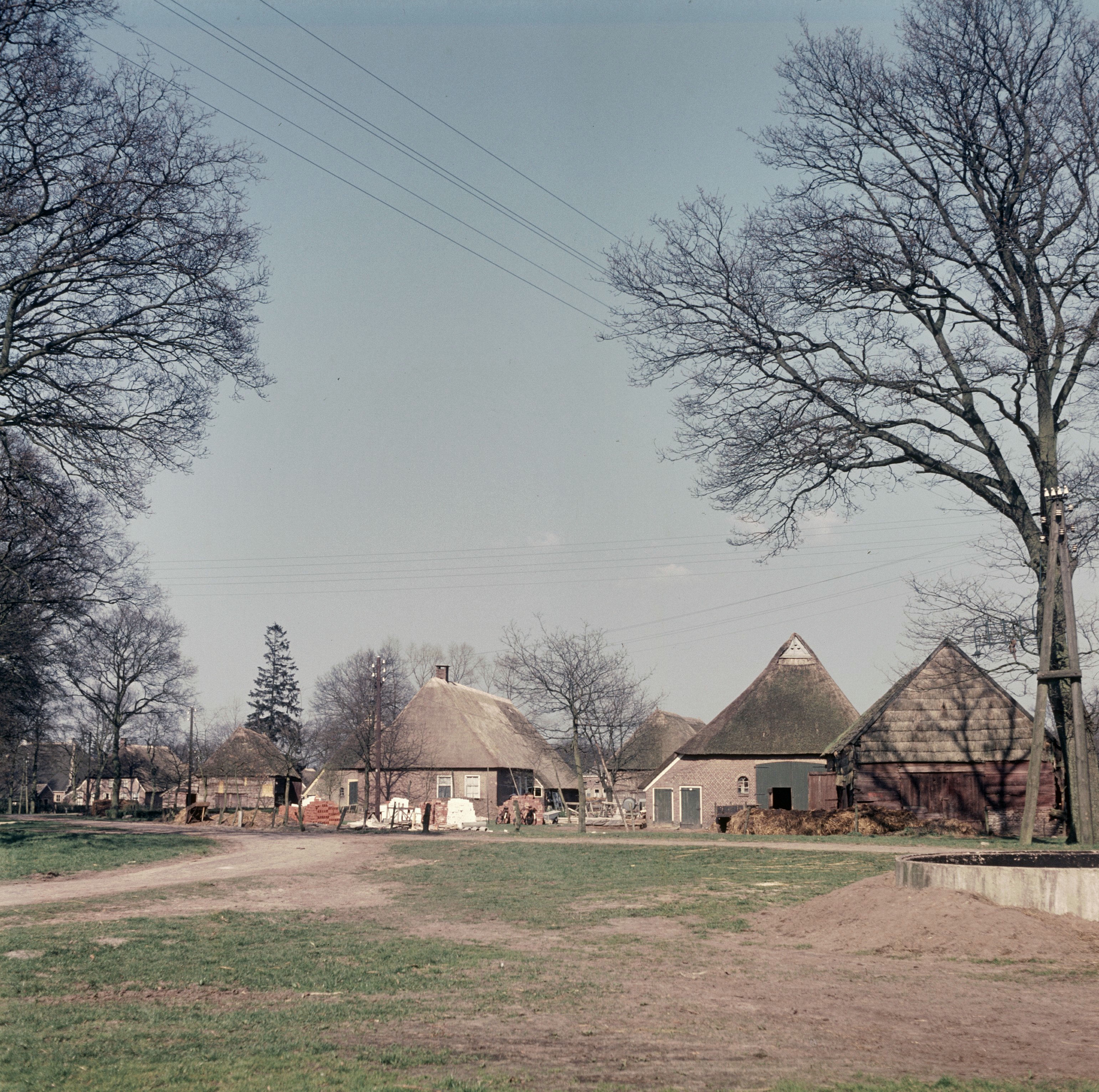
Ферми в Алдені
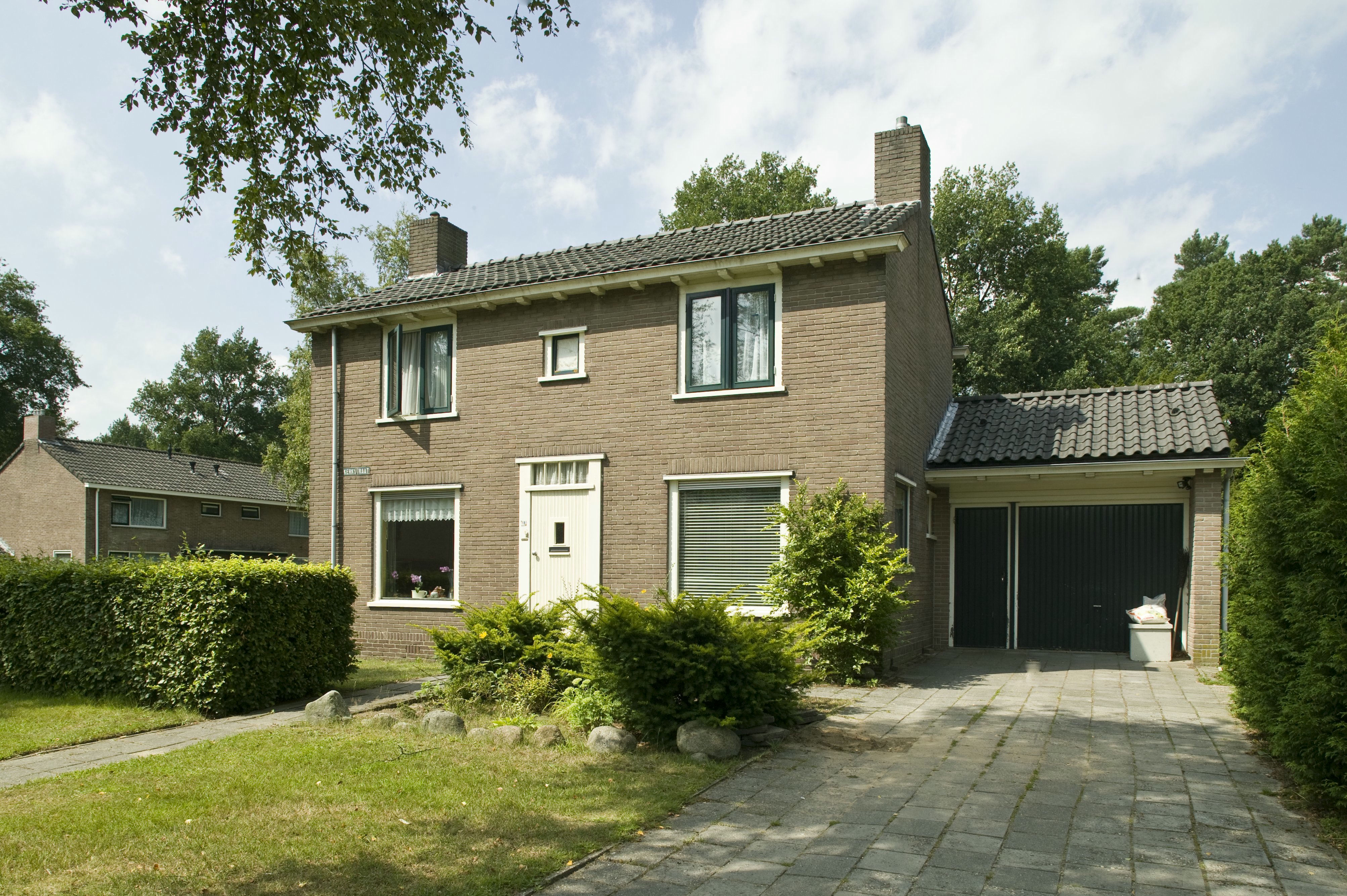
Сільський будинок
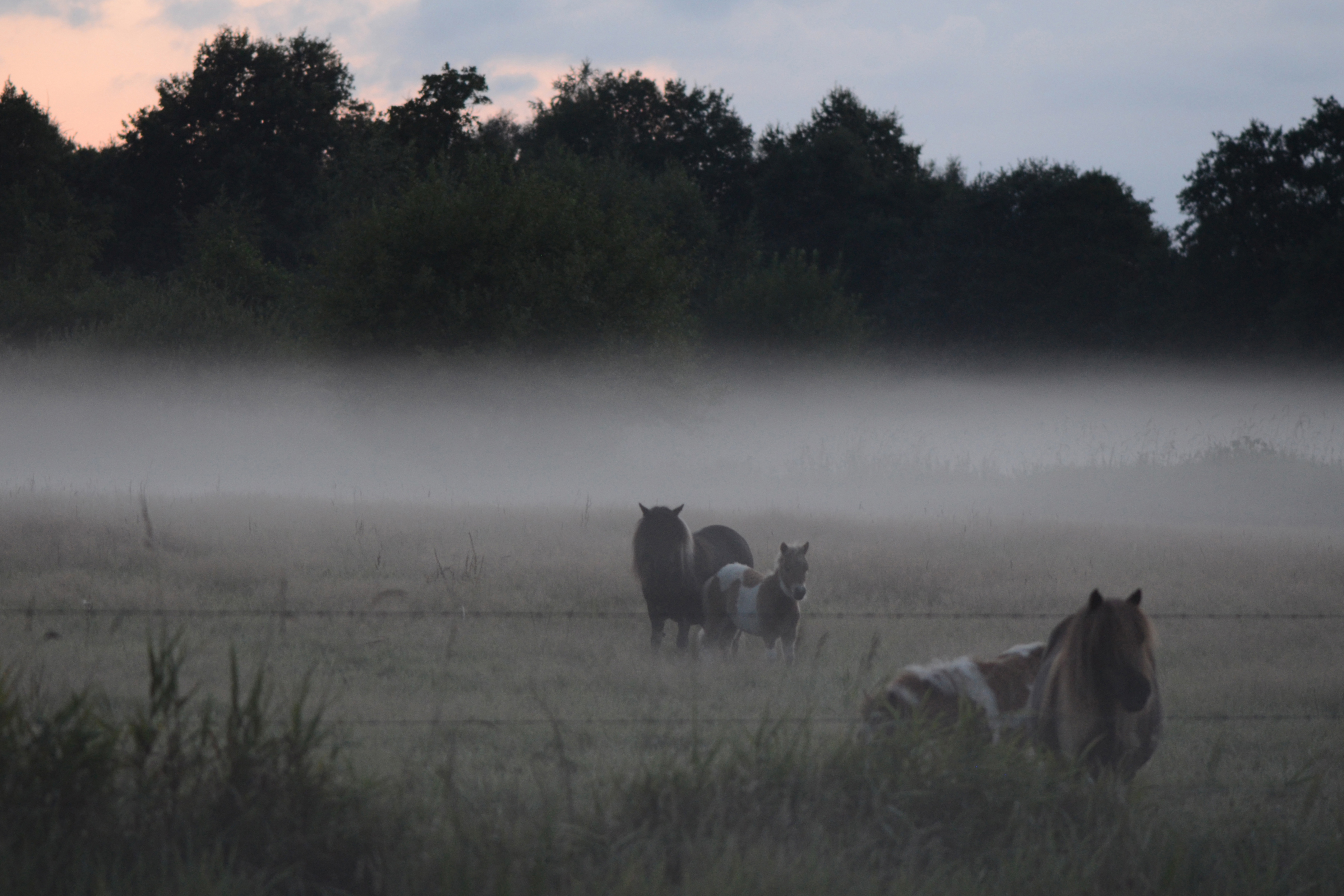
Коні на пасовищі поблизу села